# Judge Harry Pregerson Interchange

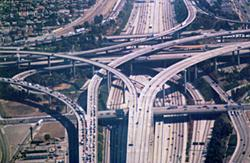
Imagem do complexo

A Judge Harry Pregerson Interchange é um complexo viário existente em Los Angeles, California, Estados Unidos, conhecido pelo número de ruas que se interconectam e por acomodar um enorme fluxo viário.